# Nordostring (Bautzen)

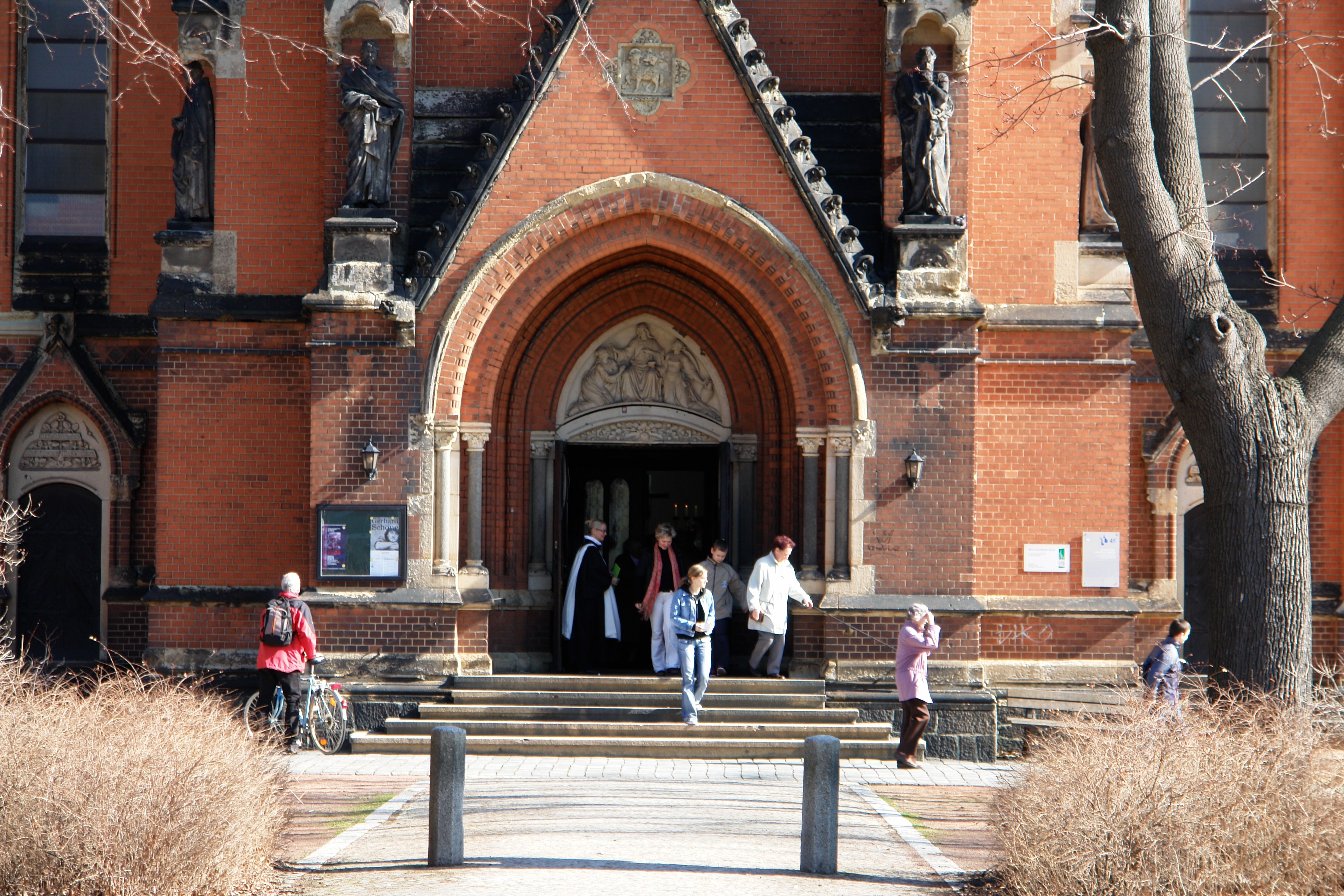
Portal der Maria-und-Martha-Kirche

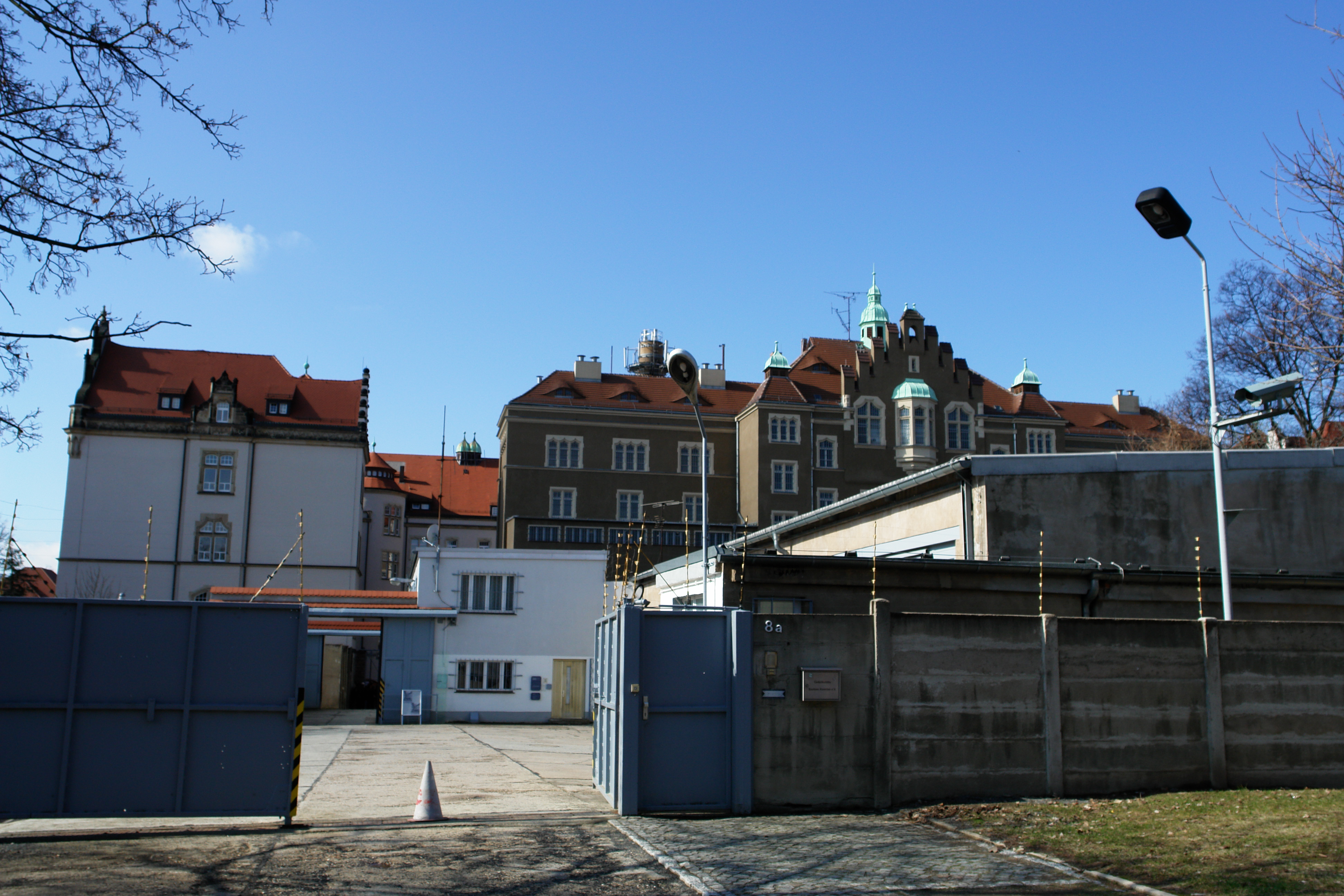
Eingangsbereich Gedenkstätte Bautzen

Nordostring, obersorbisch Sewjerowuchodny wobkruhⓘ, ist ein Stadtteil von Bautzen, der östlich der Wallanlagen/Wallstraße an die Innenstadt grenzt. Die südliche Grenze bilden die Gleisanlagen des Bautzener Bahnhofs. Im Osten an der Stieberstraße grenzt der Stadtteil an die Ostvorstadt und an der Thomas-Müntzer-Straße an Nadelwitz. Nördlich grenzt das Wohngebiet Gesundbrunnen an.
Der Stadtteil hat über 10.000 Einwohner – mehr als ein Viertel der Stadtbevölkerung – und ist somit der einwohnerreichste der Stadt. Bis zum Jahr 2006 wurde der Stadtteil als Stadtmitte bezeichnet; damals wurden einige Gebiete nördlich der Altstadt, die zuvor zum Stadtteil Gesundbrunnen gezählt wurden, dem Nordostring zugeordnet.
Der Name Stadtmitte war etwas irreführend, da hier keinesfalls der städtische und seit der Eingemeindung von Kleinwelka und Salzenforst-Bolbritz auch nicht mehr der geographische Mittelpunkt der Stadt liegt. Trotzdem übernimmt der Stadtteil nach der Altstadt einige zentrale gesamtstädtische Aufgaben. So finden sich hier sowohl der Bahnhof als auch der Zentrale Busbahnhof an der Maria-und-Martha-Kirche auf dem August-Bebel-Platz, sowie das Landratsamt auf der Bahnhofstraße.
Der größte Teil des Stadtteiles ist geprägt von Stadtvillen mit Gärten und grünen Straßen, mit mäßiger Verdichtung und hoher Wohnqualität. Im Erdgeschoss vieler Villen haben sich Büros angesiedelt. Im Osten des Gebietes an der Bertolt-Brecht-Straße und an der Johannes-R.-Becher-Straße befindet sich noch ein kleines DDR-Neubaugebiet aus den 60er Jahren. An der Weigangstraße findet sich der Eingang zur Gedenkstätte Bautzen.
Der Nordostring gehört zu den Stadtteilen, die seit der Wende ihre Einwohnerzahl kaum verändert haben. 2010 waren von 10.706 Einwohnern 2.314 evangelisch (21,6 %), 968 katholisch (9,0 %) und 7.424 gehörten keiner oder einer anderen Religionsgemeinschaft an (69,3 %).
Der Stadtteil war nach seinem Entstehen hauptsächlich Wohnort von Verwaltungsbeamten und reicheren Bürgern. Die Wallstraße wurde auch als neue Reichenstraße bezeichnet. Auch heute gehört das gesamte Gebiet zu den besten Wohnlagen der Stadt.